# Ochthebius madrensis
Ochthebius madrensis är en skalbaggsart som beskrevs av Perkins 1980. Ochthebius madrensis ingår i släktet Ochthebius och familjen vattenbrynsbaggar. Inga underarter finns listade i Catalogue of Life.